# Oberndorf (Haag in Oberbayern)
Oberndorf ist ein Gemeindeteil des Marktes Haag in Oberbayern im oberbayerischen Landkreis Mühldorf am Inn.

## Geographie
Das Pfarrdorf Oberndorf liegt in der Gemarkung Winden rund vier Kilometer nordwestlich des Hauptortes der Gemeinde.

## Geschichte
Oberndorf wird erstmalig 1293 im Zusammenhang mit einem Chonradis de Oberndorf genannt. 1315 erfolgt die erstmalige Erwähnung der Kirche St. Katharina im Konradinischen Matrikel des Bischofs Konrad von Freising als 4. Filialkirche der Pfarrei Kirchdorf. Oberndorf zählte wie Kirchdorf zur Grafschaft Haag, welche von 1200 bis 1804 Bestand hatte. Von 1818 an war Oberndorf neben Winden Hauptort der Gemeinde Winden. Zahlreiche Weiler wie u. a. Berg, Bichl, Holzapfel, Hundschedel, Oberholz, Radersberg, Rain, Sinkenbach und Stauden gehörten ebenfalls zum Gemeindegebiet. Bei der Gebietsreform in Bayern wurde am 1. Juli 1971 Winden mit Oberndorf in die Marktgemeinde Haag eingegliedert.
1867 erfolgte der Neubau der Kirche Sankt Katharina in Oberndorf. 1909 wurde Oberndorf aus seelsorglichen Gründen mit den Filialen Winden und Pyramoos zu einer katholischen Expositur erhoben. Die Pfarrerhebungsfeier konnte am Fest Mariä Heimsuchung am 2. Juli 1955 gefeiert werden. Von Juni 1959 bis Juni 1976 war in Oberndorf eine Poststelle mit eigenem Zustellbereich. Seit 1. April 1989 bildet die Pfarrei mit der Nachbarpfarrei Mariä Himmelfahrt Haag i. OB den Pfarrverband Haag.